# Master poslovne administracije
Master poslovne administracije (MBA) je vrsta naprednog obrazovnog programa koji se sprovodi posle diplomskih studija i pohađa na specijalizovanim biznis školama. MBA je cenjeni profesionalni sertifikat, a akreditaciju MBA programa vrše globalna akreditaciona tela. MBA pruža holističko znanje o vođenju biznisa i kompanija. Napredni oblik se zove Executive MBA (EMBA) i pohađaju ga vodeći rukovodioci. Poslovne škole koje nude MBA programe mogu biti nezavisne od univerziteta, kao što je IMD poslovna škola (IMD Business School), a mogu biti i pri univerzitetima, kao Harvardska poslovna škola (Harvard Business School). Posedovanje MBA i EMBA sertifikata, a koji su globalno akreditovani, smatra se vrhunskim obrazovanjem za poslovne ljude, koje važi u celom svetu.
Biznis škole putem MBA programa na jednom mestu pružaju praktična znanja i veštine potrebne rukovodiocima: marketing i prodaja, poslovne finansije i računovodstvo, poslovna ekonomija, poslovne operacije, analiza podataka i donošenje odluka, strategija i  liderstvo. MBA diploma može biti tzv. „terminal degree“ i „professional degree“. Programi traju od 1-3 godine, veoma su traženi, a cene se kreću od 19.000 EUR do 200.000 EUR.

## Profil polaznika
Polaznici MBA programa u proseku imaju oko 30 godina i 5 ili više godina radnog iskustva na relevantnim menadžerskim pozicijama. EMBA program je usmeren na menadžere i rukovodioce koji imaju preko 8 godina menadžerskog iskustva, a preko 12-15 godina ukupnog radnog iskustva.

## Kriterijumi za upis
Kriterijume za upis čini kombinacija različitih faktora kao: prosečna ocena sa osnovnih studija, rezultati eliminacionog ispita i testova kao GMAT, radna biografija, eseji, pisma preporuke, grupne diskusije i lični intervjui. Najbolji MBA programi zahtevaju pet ili više godina radnog iskustva u menadžmentu. Harvardska poslovna škola godišnje odbaci 87.3% prijava. Najčešće korišćeni testovi za prijemni ispit su Graduate Management Admission Test (GMAT) i Graduate Record Examination (GRE).

## Akreditacija
Akreditacija je indikator kvaliteta programa i neprestanog usavršavanja poslovne škole. Akreditacijom svojih programa, poslovna škola stiče reputaciju pouzdane institucije koja ceni transparentnost.

### Trostruka kruna (Tripple Crown)
„Trostruka kruna" (Triple Crown) je pojam koji označava kombinaciju tri najprestižnije akreditacije koje dodjeljuju tri najveće i najuticajnije organizacije za akreditaciju poslovnih škola: AMBA, EQUIS i AACSB.
Poslovne škole koje poseduju trostruku akreditaciju su toliko retke da svega 1% poslovnih škola u čitavom svetu može da se pohvali „trostrukom krunom“.

### Akreditaciona tela
Kvalitet programa i ispunjenje rigoroznih standarda biznis škola kontrolišu i ocenjuju globalno priznata akreditaciona tela. Najcenjenija međunarodna akreditaciona tela su:
- , Velika Britanija
- , Belgija
- , Sjedinjene Američke Države

 je globalna organizacija iz Velike Britanije koja se primarno bavi međunarodnim akreditacijama biznis škola i omogućava članstvo. Ima skoro 50000 članova, a akreditovala je 277 škola u 75 država.
EQUIS - The EFMD Quality Improvement System, bavi se akreditovanjem ustanova za visoko obrazovanje, posebno za menadžment i biznis administraciju, a vodi ga Evropska fondacija za menadžment i razvoj (EFMD). Do sada je akreditovala 189 ustanova u 45 država sveta.
 je globalna nevladina organizacija iz Sjedinjenih Američkih Država, koja se bavi akreditovanjem obrazovnih institucija koje se bave menadžment edukacijom i omogućava članstvo. Osnovana je 1916. godine, a od 1919. godine akredituje poslovne škole. Danas, ona ima preko 870 članova.

## Programi
Postoji više tipova MBA programa zavisno od redovnog ili vanrednog pohađanja, kao i nivoa menadžera za koje su namenjeni.
 program je fundamentalni program na biznis školama, koji obično traje između 18 i 24 meseca. MBA programi se uglavnom pohađaju radi specijalizacije u menadžmentu, a u sklopu celoživotnog učenja. Pored sticanja teorijskih znanja, MBA studije stavljaju akcenat na primenu konkretnih znanja, veština i alata i izgradnju liderskih veština.
 program (EMBA) obično traje između 14 i 24 meseca, namenjen je za obrazovanje i unapređenje karijere vodećih menadžera i rukovodilaca sa dugogodišnjim iskustvom. Najčešće se sprovodi u režimu vanrednih studija zbog nemogućnosti top menadžera da budu kontinuirano odsutni preko godinu dana.
Redovni MBA program (full-time) traje dve akademske godine ili 18 - 24 meseca. Veoma su intenzivni i imaju letnju pauzu u trajanju od tri ili četiri meseca, između prve i druge godine.
Vanredni MBA program (part-time) obično traje oko tri godine i duže. Polaznici ovog tipa programa većinom su zaposleni, pa se zbog obaveza na poslu opredeljuju za manje intenzivni nastavni program, ali koji duže traje. Nastava se obično održava izvan uobičajenih radnih sati, uveče ili vikendom.